# NGC 4929
NGC 4929 ist eine 13,6 mag helle Elliptische Galaxie vom Hubble-Typ E1 im Sternbild Haar der Berenike am Nordsternhimmel. Sie ist schätzungsweise 279 Millionen Lichtjahre von der Milchstraße entfernt und hat einen Durchmesser von etwa 120.000 Lichtjahren. Die Galaxie wird dem Coma-Galaxienhaufen zugerechnet.
Im selben Himmelsareal befinden sich unter anderem die Galaxien NGC 4931, IC 4106, IC 4111, PGC 83763.
Das Objekt wurde am 20. April 1865 vom deutsch-dänischen Astronomen Heinrich Louis d’Arrest entdeckt.